# گربه سیبری
گربهٔ سیبری یا سایبریَن یک نژاد بومی (واریته طبیعی) چند صدسالهٔ گربه اهلی در روسیه است و اخیراً به‌عنوان یک نژاد رسمی با استانداردهایی که از اواخر دههٔ ۱۹۸۰ در سراسر جهان رواج یافته‌است، پذیرفته شده‌است.
اندازه گربه‌های سیبری از متوسط تا بزرگ متفاوت است. نام رسمی این نژاد، گربهٔ جنگلی سیبری است، اما معمولاً آن را به‌طور خلاصه گربهٔ سیبری یا سیبریایی می‌نامند. یکی دیگر از نام‌های رسمی این نژاد، مسکو مو نیمه-بلند است. این گربه یک نژاد باستانی است که اکنون اعتقاد بر این است که اجداد تمام گربه‌های مو-بلند کنونی است. این گربه شباهت‌هایی با گربه جنگلی نروژی دارد که احتمالاً با آن ارتباط نزدیک دارد. گربهٔ سیبری یک نژاد طبیعی از منطقهٔ سیبری و گربهٔ ملی روسیه است. نوع رنگی این نژاد توسط برخی از سازمان‌های ثبت، از جمله فدراسیون بین‌المللی گربه (FIFé) به‌نام Neva Masquerade نامیده می‌شود.
گربهٔ سیبری نسبت به سایر نژادهای گربه "Fel d 1" (آلرژن مهم در گربه‌ها برای انسان) کمتری تولید می‌کند و در حالی‌که مطمئناً به‌طور کامل این‌چنین نیست، اغلب به آن ضد حساسیت می‌گویند. پژوهشی بر روی گربه‌های سیبری بومی منطقهٔ روسیه، تأیید کرد که آن‌ها Fel d 1 کمتری تولید می‌کنند.

## بدن
گربهٔ سیبری که به‌عنوان یک پرش‌کنندهٔ بسیار چابک شناخته می‌شود، گربه‌ای نیرومند است و پنجه‌های بزرگ و گرد، دم بزرگ، گوش‌هایی با اندازهٔ متوسط یا بزرگ، چشم‌های درشت، پیشانی‌های پهن و اندام‌های تنومندتری نسبت به سایر گربه‌ها دارند. چشمان گرد درشت آن‌ها حالت کلی دوست‌داشتنی به چهرهٔ آن‌ها می‌دهد. گربه‌های سیبری قوس کمی در پشت خود دارند، زیرا پاهای عقبی آن‌ها کمی بلندتر از پاهای جلویی است. این شکل به چابکی و توانایی بدنی باورنکردنی آن‌ها کمک می‌کند.

### تولید مثل
گربه‌های سیبری زودتر از سایر نژادها، گاهی از پنج‌ماهگی، آمادهٔ تولید مثل می‌شوند. تصور می‌شود که این به نزدیکی نژاد به حالت طبیعی وحشی آن مربوط می‌شود. گربه‌های رمیده اغلب در سنین پایین و به‌دلیل شرایط طبیعی سخت‌تر، می‌میرند. دستیابی به توانایی تولید مثل زودهنگام، تعادل بیولوژیکی را برای این امر فراهم می‌کند. به‌طور متوسط، یک بار زایمان گربه‌های سیبری شامل پنج تا شش بچه‌گربه است. میانگین زاده‌ها در هر زایمان در برخی از نژادهای دیگر، سه تا چهار بچه‌گربه است. البته تعداد زاده‌های گربه‌های سیبری ممکن است از تعداد کم تا حتی ۹ بچه، متغیر باشد.

## نگارخانه

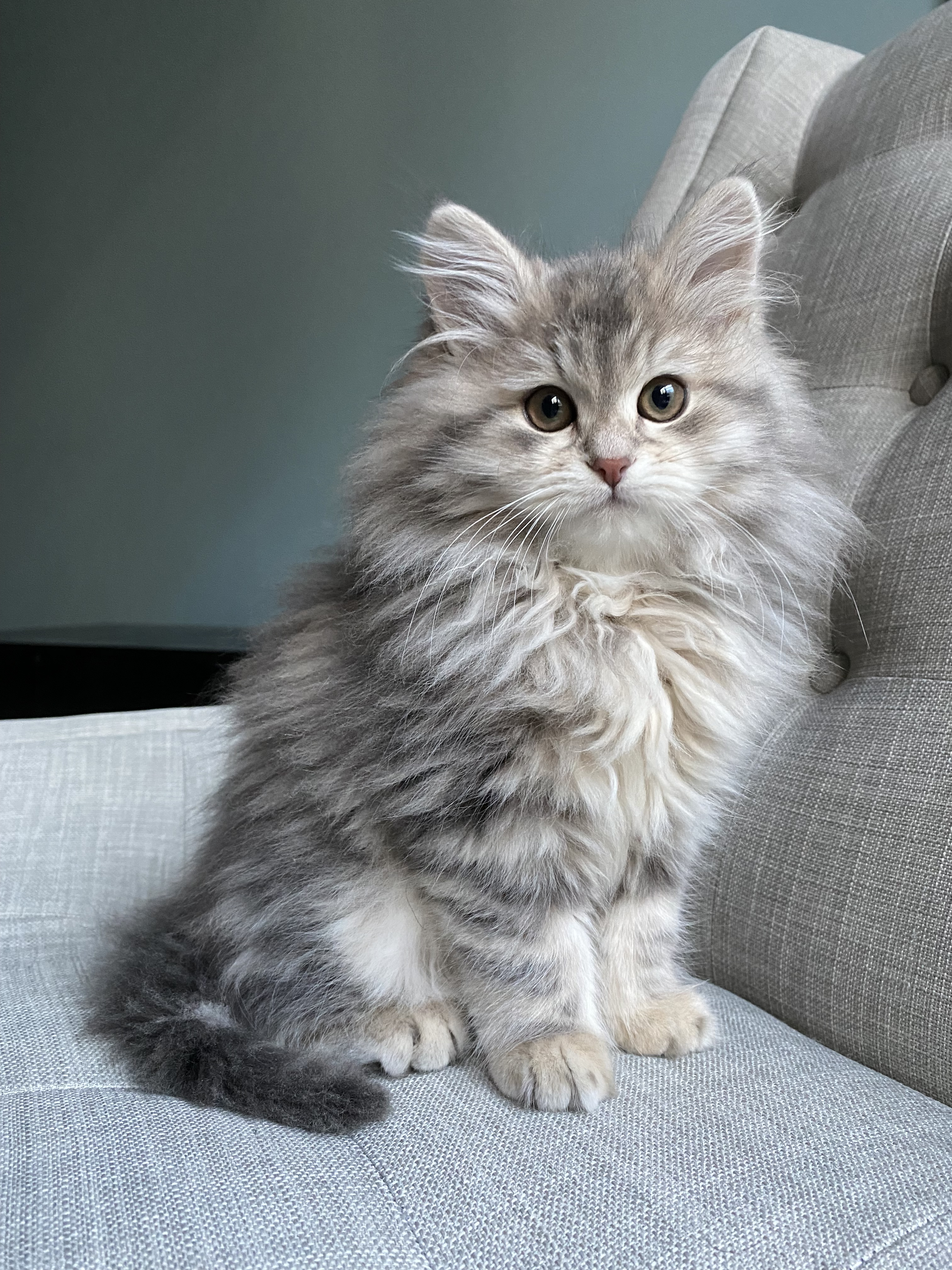
تابی طلایی آبی مادهٔ ۳ ماهه.
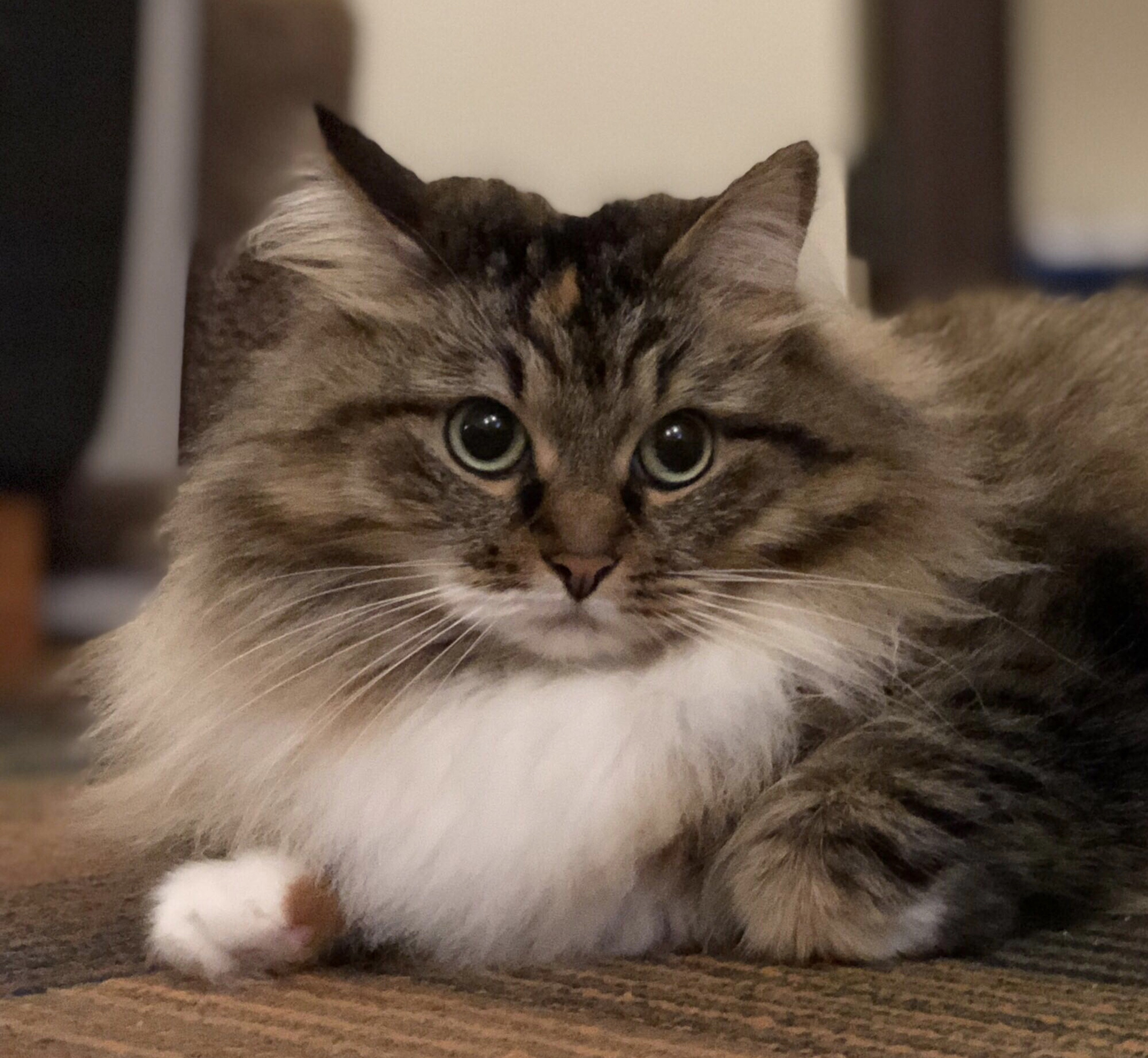
کالیکو تابی ۳ ساله.
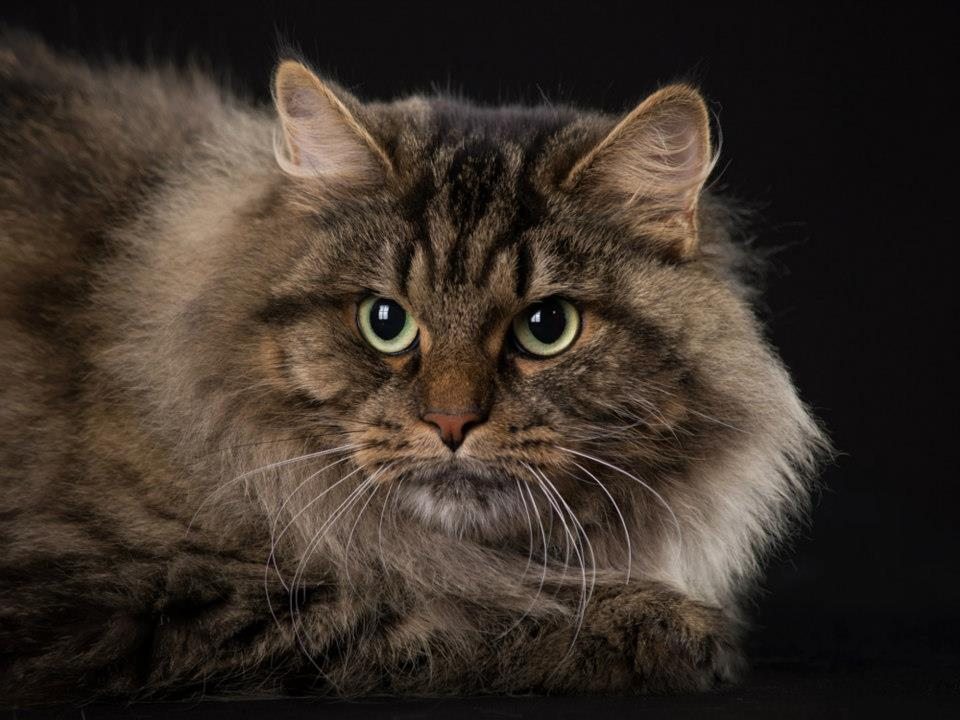
گربهٔ سیبری از نمای نزدیک
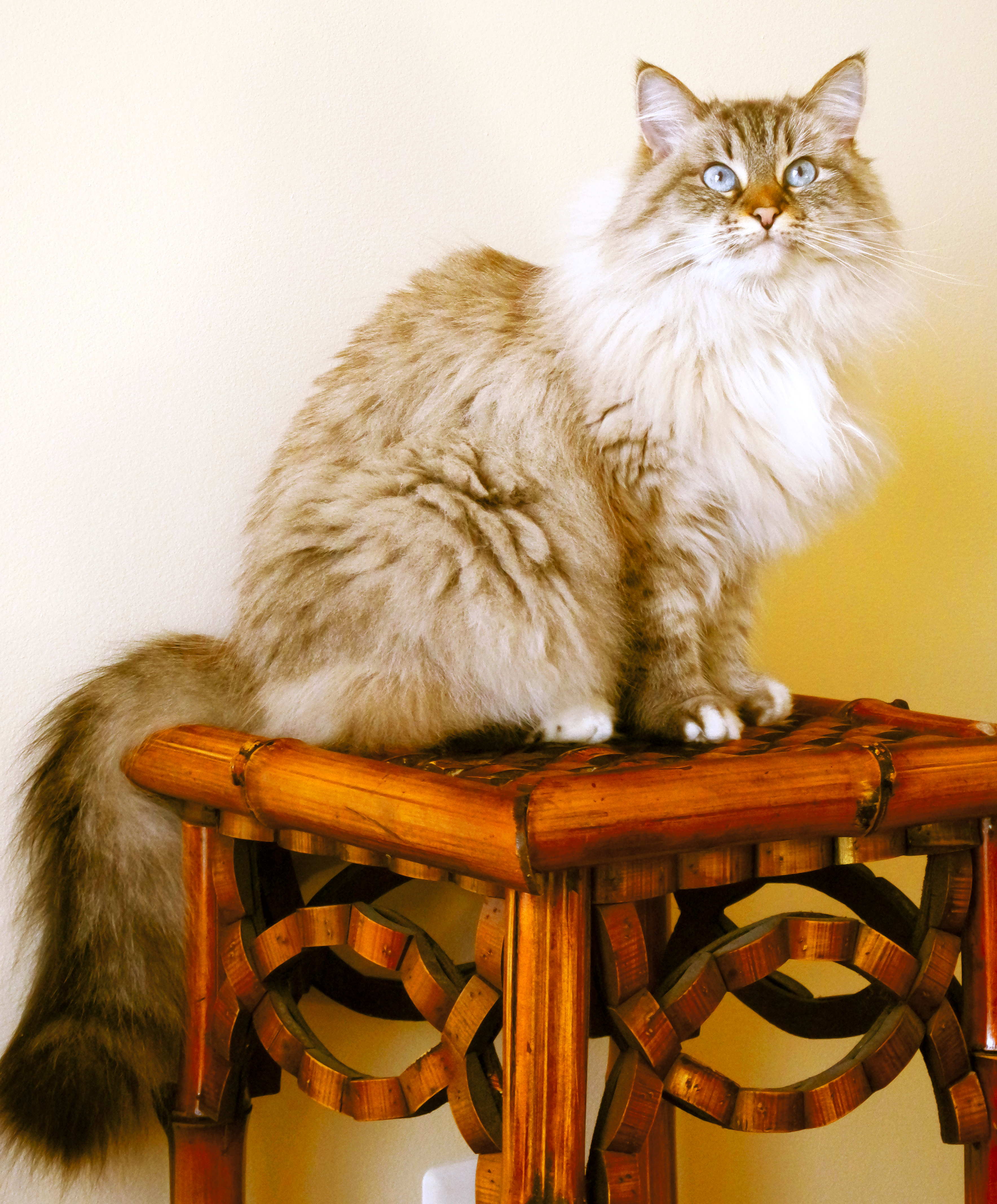
مادهٔ ۴ ساله
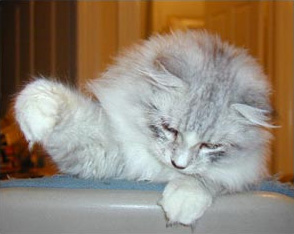
نقره‌ای سایه‌دار با خال‌های سفید
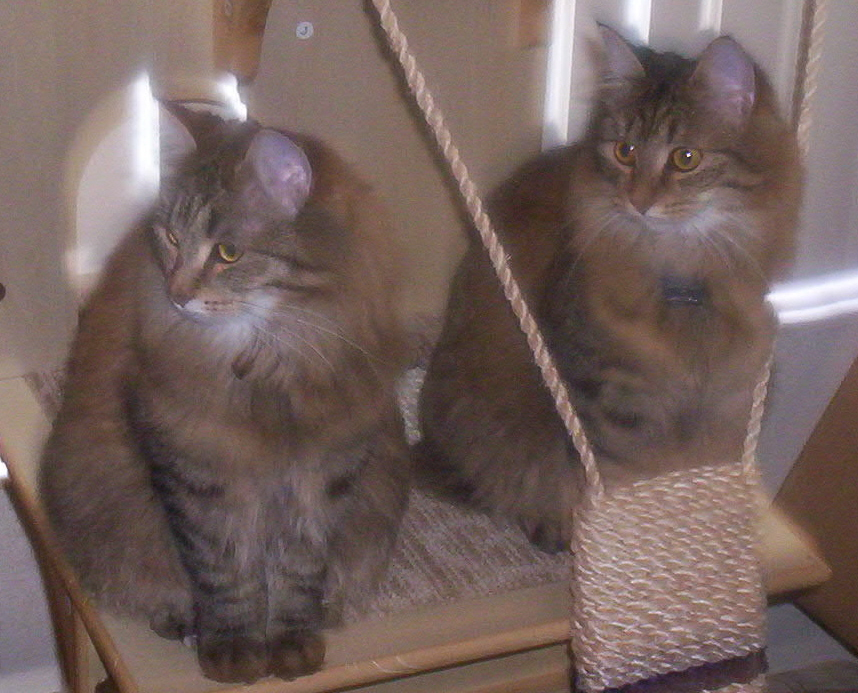
دو بچه گربهٔ خال‌دار قهوه‌ای.
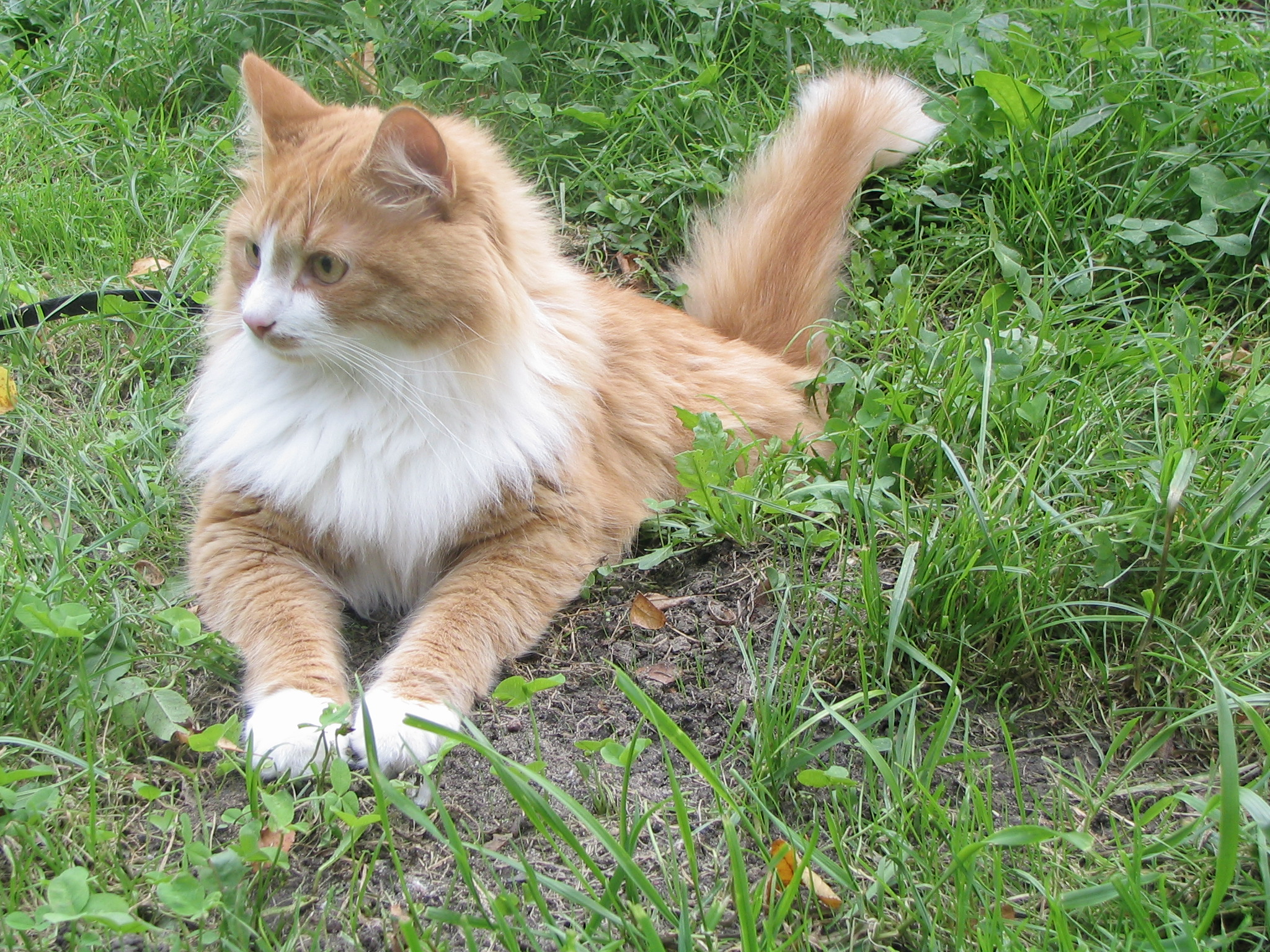
گربهٔ سیبری سرخ، سرِ گِرد آن، شکل ویژه‌ای را نشان می‌دهد.
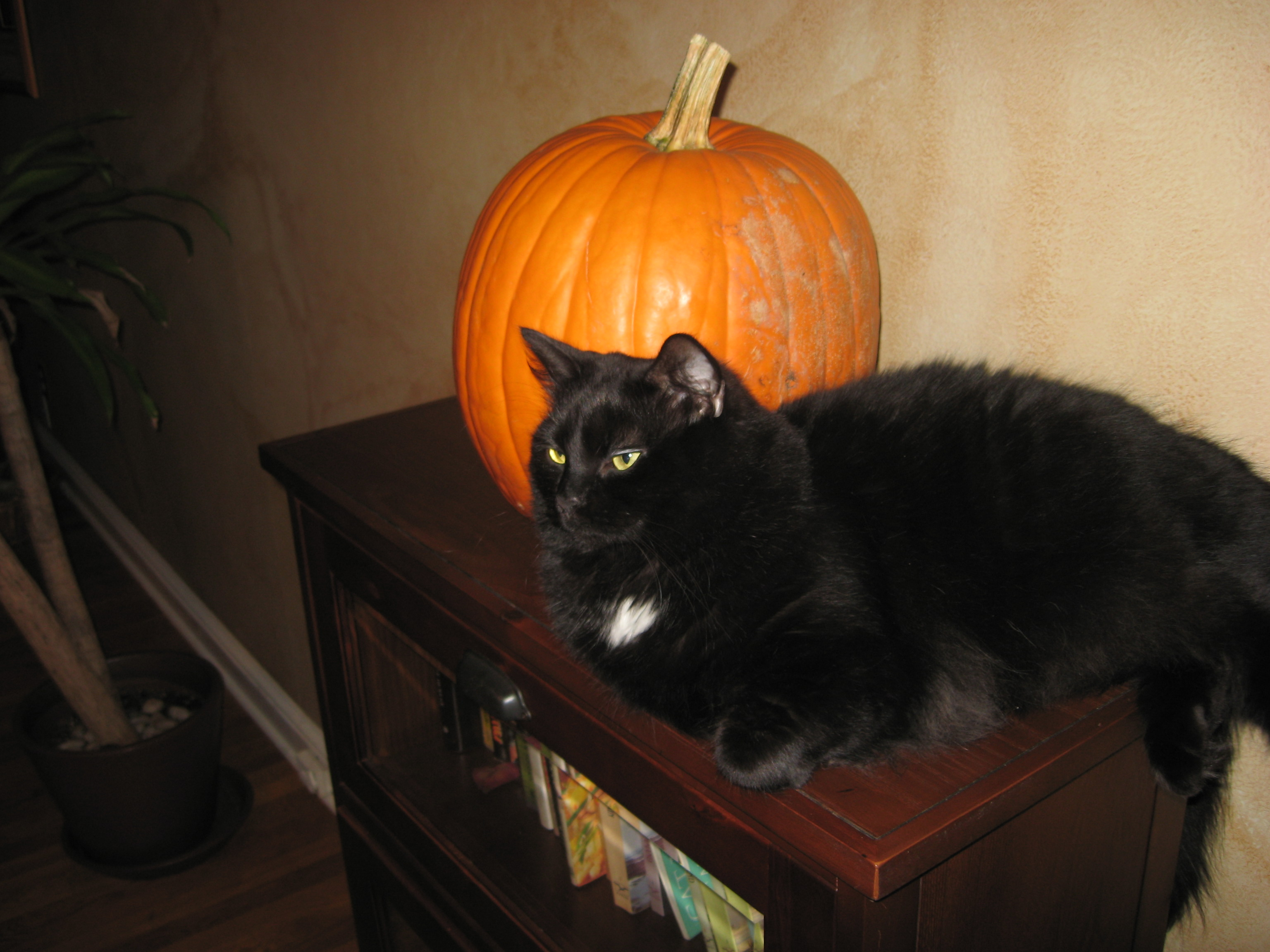
سیبری سیاه با لکهٔ سفید روی سینه.
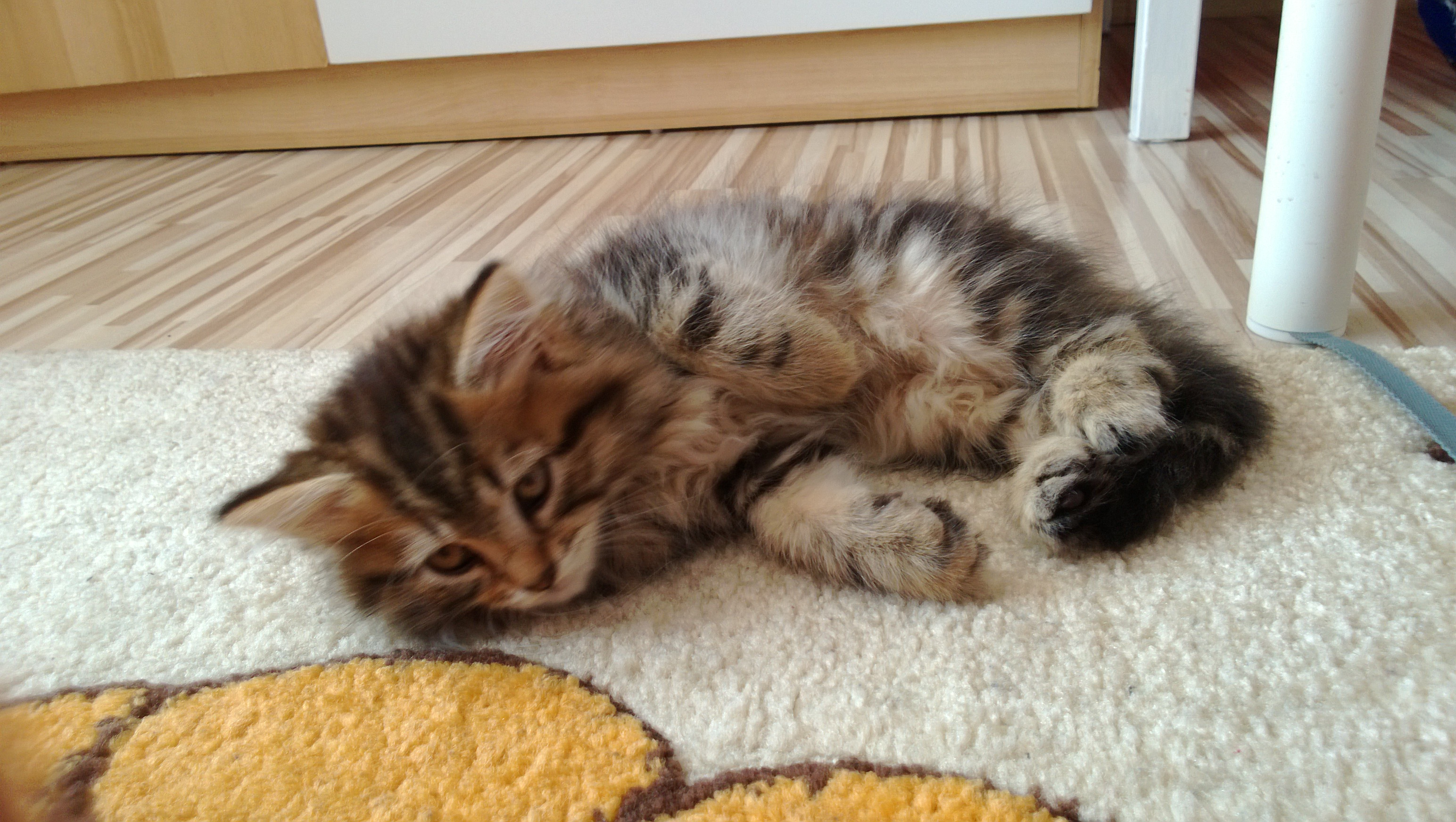
بچه‌گربهٔ سیبری - ۷ هفته‌ای.
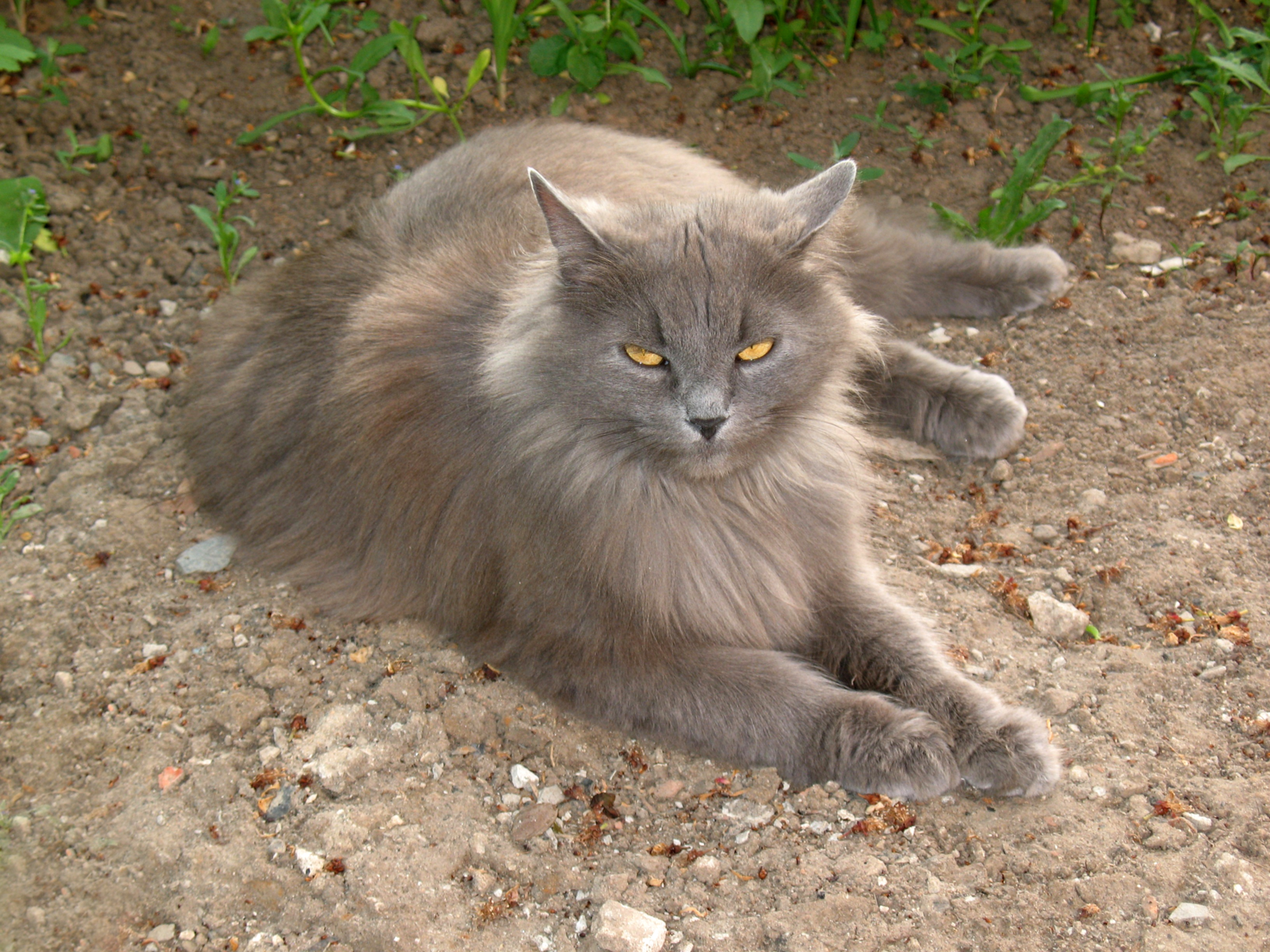
گربهٔ سیبری نر.
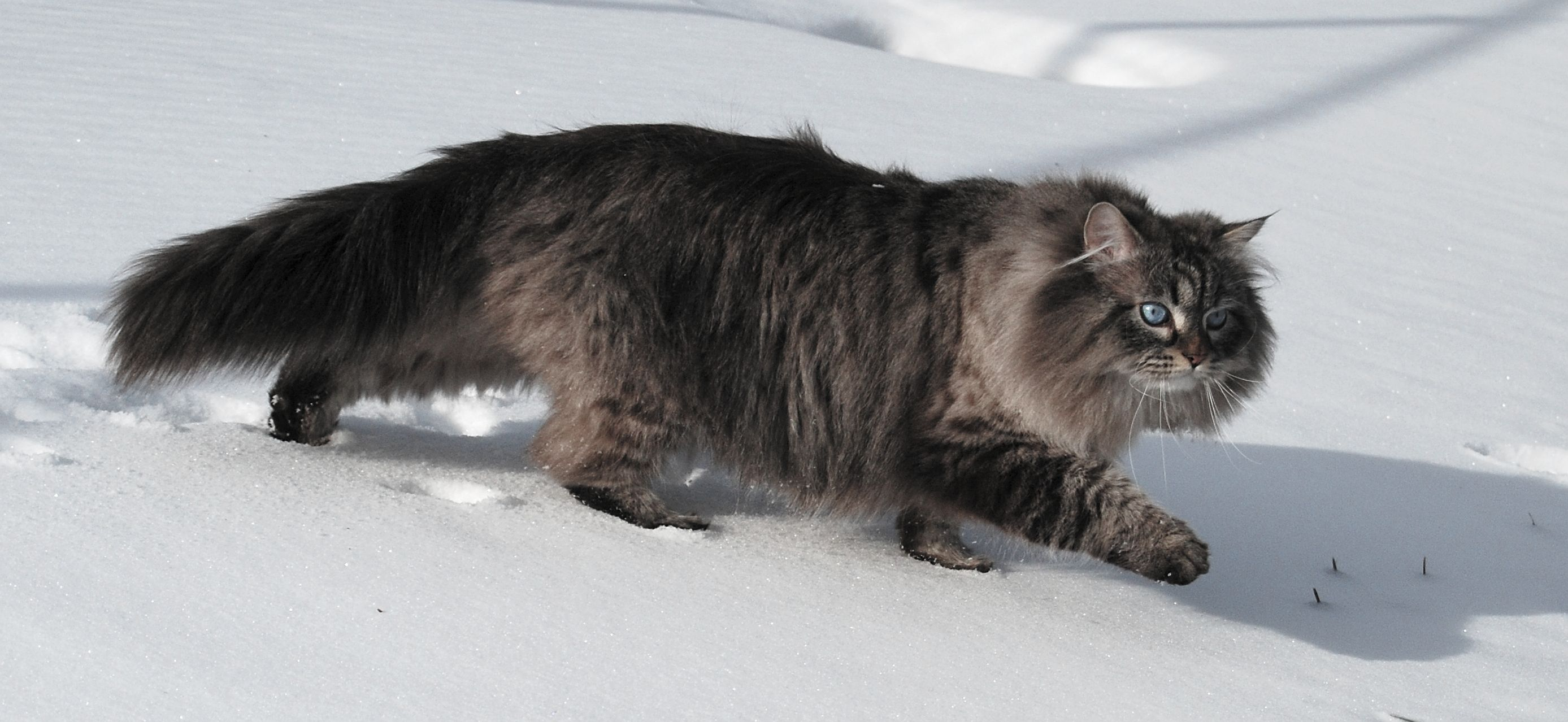
نر بالغ
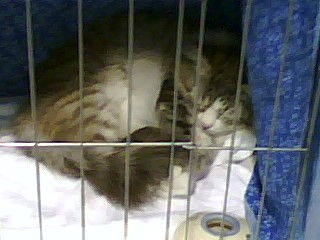
خوابیدن گربهٔ سیبری در قفس خود در نمایشگاه بین‌المللی گربه CFA در سال ۲۰۰۸ در آتلانتا .
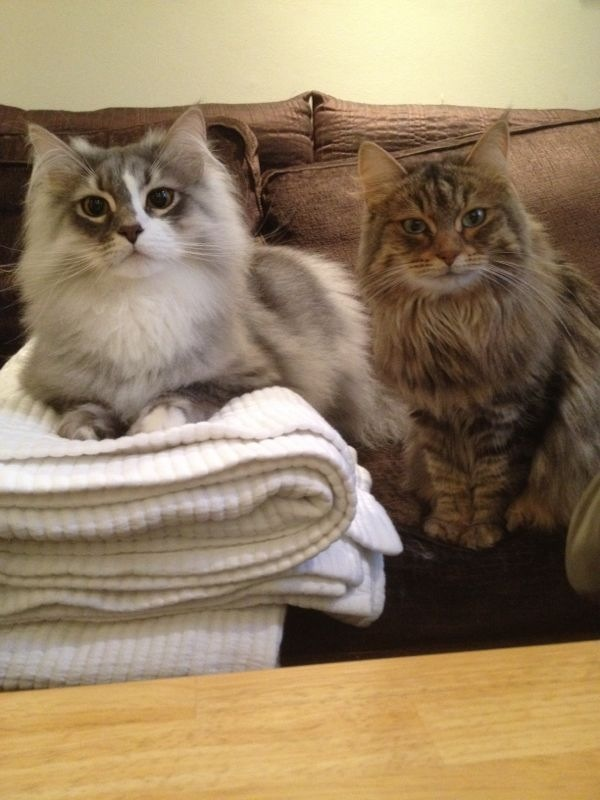
خال‌دار نقره‌ای آبی با رنگ سفید (سمت چپ)، قهوه‌ای خال‌خالی (راست).
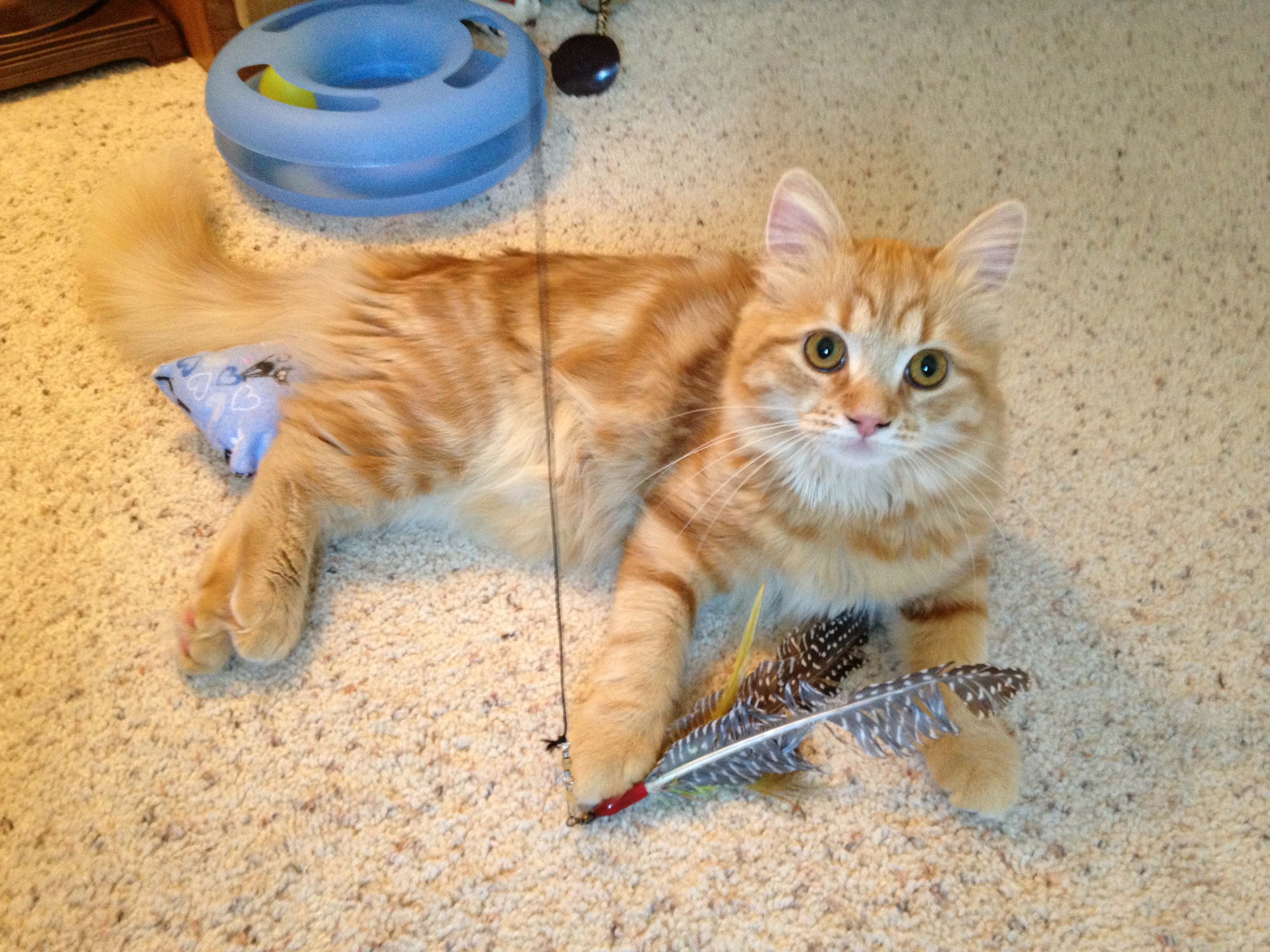
تابی کلاسیک قرمز ۶ ماههٔ نر
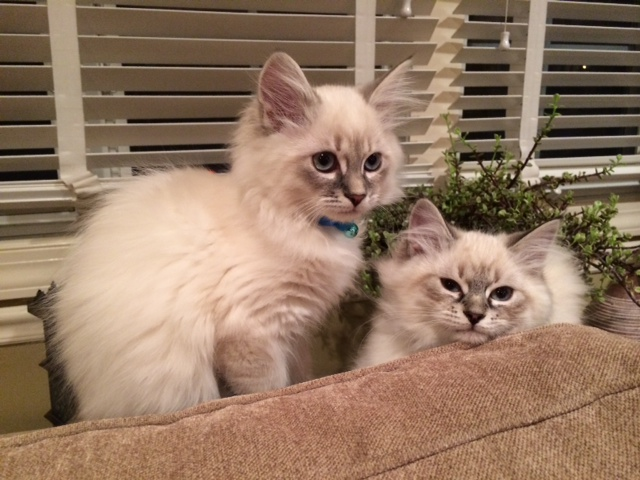
بچه‌گربه‌ها در ۱۳ هفتگی.
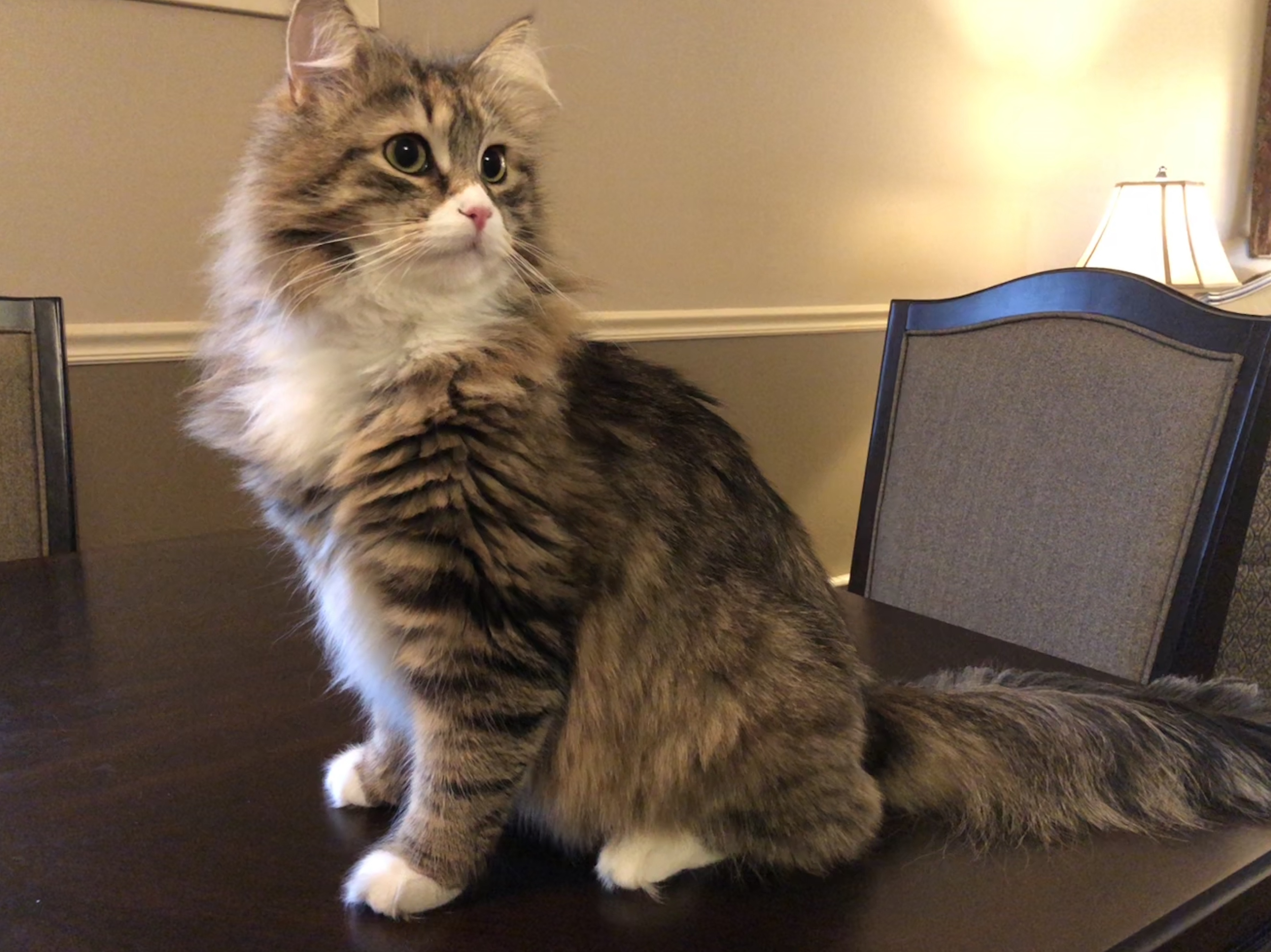
سایبرین نر ۱ ساله.
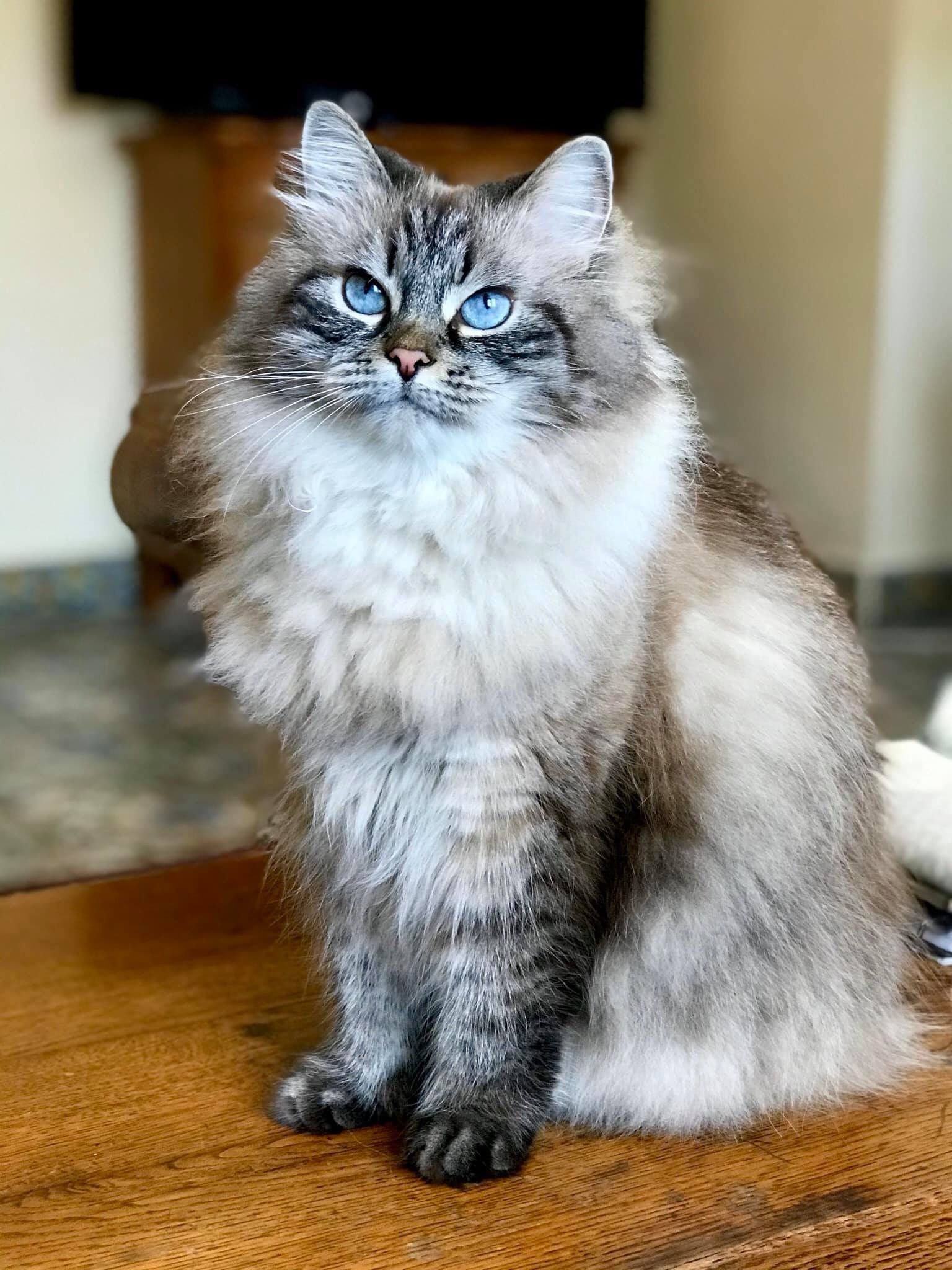
مادهٔ بالغ
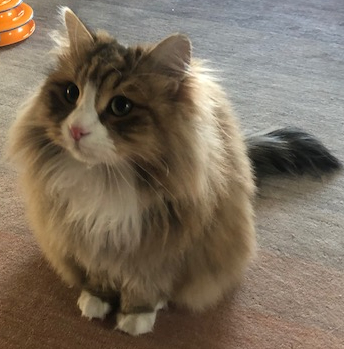
تابی نر ۱ ساله.
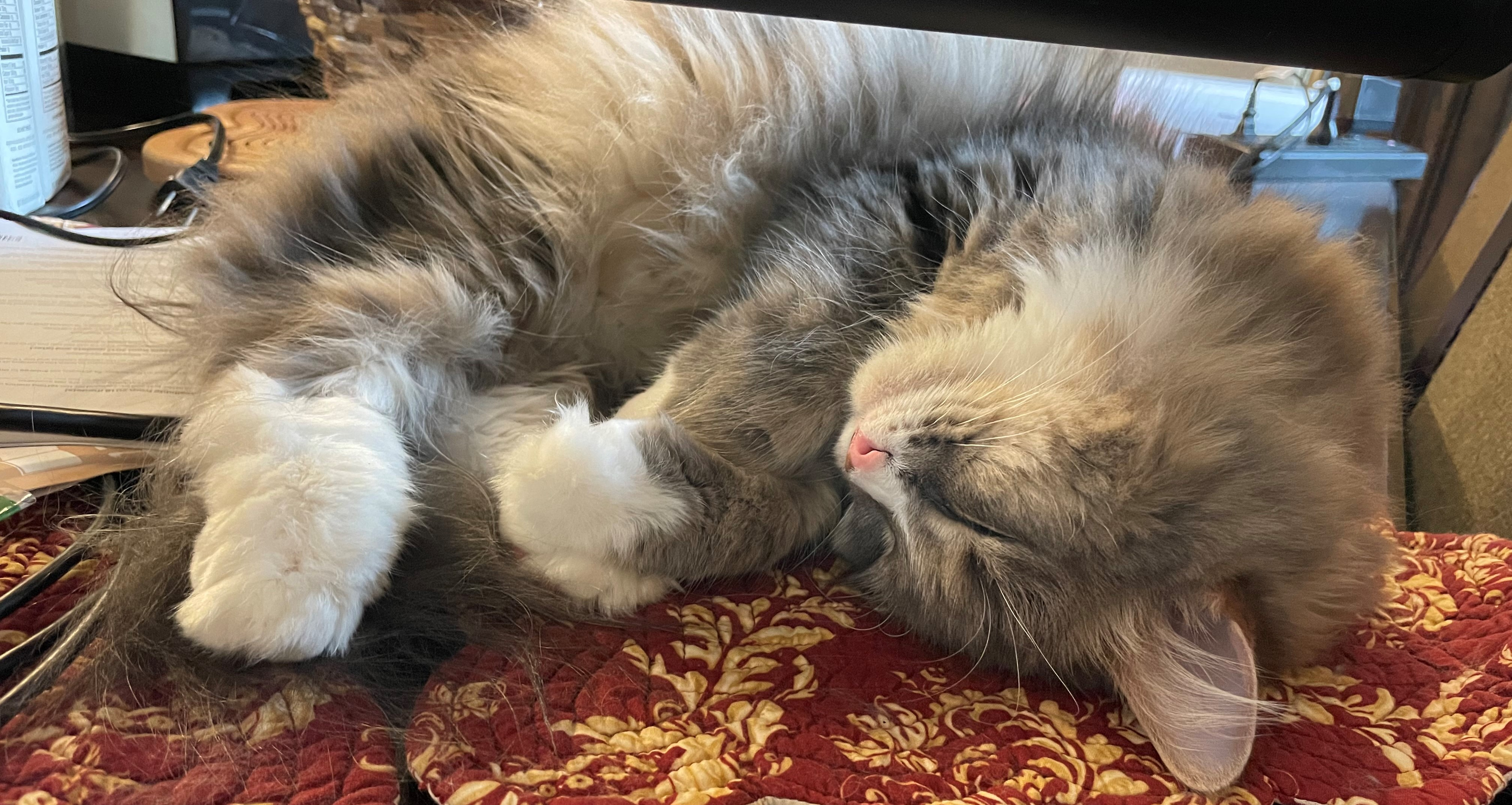
نر دو سالهٔ خوابیده.
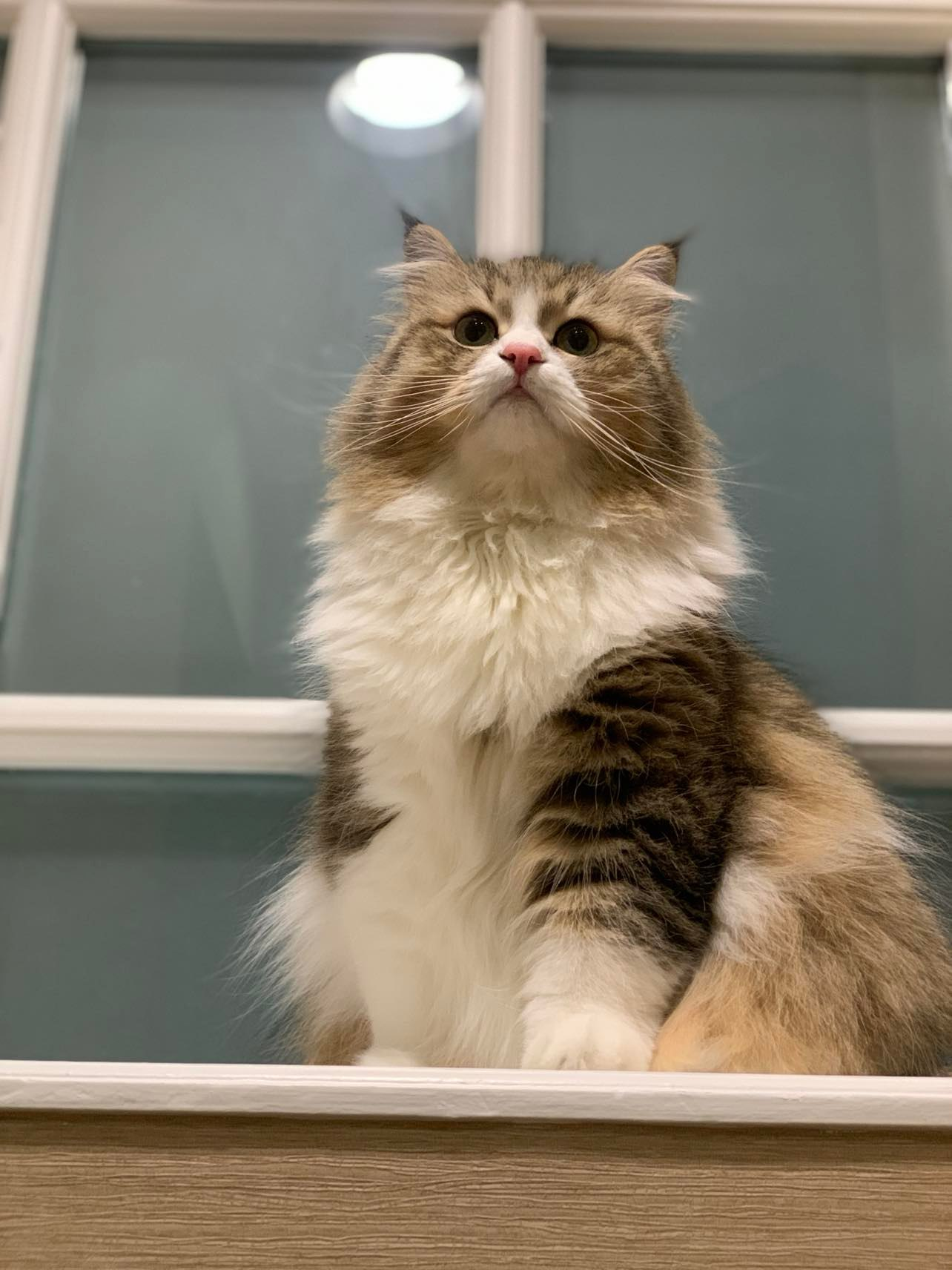
تابی خال‌خالی ۳ ساله.
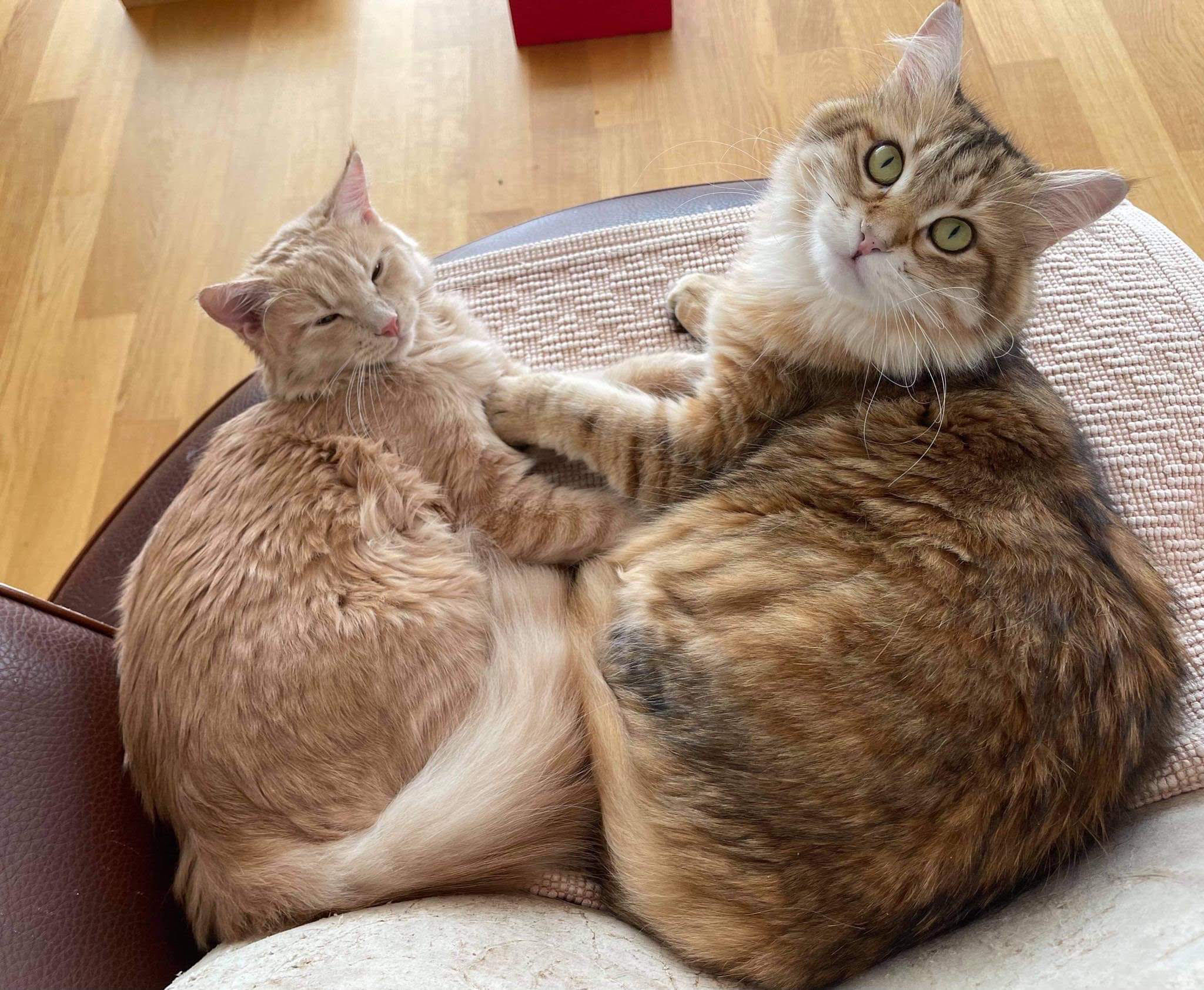
گربهٔ جوان ۸ ماهه (نر) و یک گربهٔ بالغ ۲ ساله (ماده).